# Saracino (cognome)
Saracino è un cognome di lingua italiana.

## Varianti
Saraceni, Saraceno, Saracini, Sarain, Saraino, Sarasin, Sarazin, Sarci, Sarcinelli, Sarcino, Sarracino, Sarraino, Seracino.

## Origine e diffusione
Il cognome è tipicamente meridionale.
Potrebbe derivare dal termine saraceno, utilizzato per indicare gli arabi e i musulmani in generale, dal latino saracenus, dal greco bizantino zarakenos, forse a sua volta dall'arabo sciarkiun, "persona orientale".
La variante Saraceno è meridionale; Sarracino è napoletano; Sarraino e Saraino sono siciliani; Sarasin e Sarazin sono veneziani; Seracino è toscano; Sarci e Sarcino sono piemontesi e liguri.

## Persone
- Carlo Saracino – pittore italiano
- Mario Saracino – calciatore e allenatore di calcio italiano